# Dragan Mladenović (handball, 1963)
Pour les articles homonymes, voir Dragan Mladenović (homonymie).
Ne pas confondre avec Dragan Mladenović (handball, 1956) qui est champion olympique en 1984 et champion du monde en 1986.
Dragan Mladenović, né le 18 octobre 1963,, à Gnjilane (alors en Yougoslavie ; aujourd'hui Gjilan au Kosovo), est un joueur de handball yougoslave puis serbe. Il évolue au poste de gardien de but. Naturalisé français, il est le père de la joueuse française de tennis Kristina Mladenovic.

## Carrière
Dragan Mladenović commence sa carrière au haut niveau en 1980 au RK Božur Gnjilane, club de la province du Kosovo. Plus tard, il évolue dans le club serbe du RK Železničar Niš où il forme la paire avec Branko Karabatić. 
En 1992, il prend la direction de la France et de l'US Dunkerque, club où il évolue pendant douze saisons. Il est notamment élu en meilleur gardien du championnat de France 1997-1998. En 2004, il rejoint à 41 ans l'UMS Pontault-Combault avant de terminer sa carrière au Dijon Bourgogne Handball,. 

### Vie personnelle
Marié à Dženita Mladenović (née Helić), une joueuse internationale yougoslave de volley-ball, Dragan Mladenović a une fille, Kristina, joueuse de tennis française professionnelle depuis 2008 et un fils, Luka, footballeur.
Il acquiert la nationalité française par naturalisation le 24 juin 1999.

## Palmarès

### En club
Compétitions internationales
- Finaliste de la Coupe Challenge en 2004

Compétitions nationales
- Vainqueur de la Coupe de Yougoslavie (1) : 1985
- 3e du Championnat de France (1) : 1999
- Finaliste de la Coupe de France (1) : 2000
- Finaliste de la Coupe de la Ligue (1) : 2002
- Vainqueur du Championnat de France de Division 2 (1) : 2005

### Distinction
- Élu meilleur gardien du championnat de France (1) : 1997-1998[7]